# 葛哥洛斯平原
葛哥洛斯（Gorgoroth），或葛哥洛斯平原（the Plateau of Gorgoroth）是托爾金（J. R. R. Tolkien）小說中土大陸的虛構地名，位於魔多（Mordor）西北部。葛哥洛斯平原的中央是末日火山（Mount Doom）的所在。末日火山的東北則是伊瑞德力蘇（Ered Lithui）的山脊，索倫在此建造要塞巴拉多（Barad-dûr）。魔戒聖戰（War of the Ring）時期，葛哥洛平原是魔多的兵工廠，用作生產武器裝備。葛哥洛斯平原佈滿火山灰，有少量農作物生長，相信沒有人類居住在平原上。
葛哥洛斯這怪異的讀音頗有名，多聯繫上半獸人和索倫，因此，一隊重金屬樂隊以此為名。